# 新潟県道372号五箇小出線
新潟県道372号五箇小出線（にいがたけんどう372ごう ごかこいでせん）は、新潟県南魚沼市から同県魚沼市に至る一般県道である。

## 概要

### 路線データ
- 起点：新潟県南魚沼市五箇字中島（新潟県道128号町屋越後堀之内停車場線交点）
- 終点：新潟県魚沼市四日町字野地（新潟県道47号小出停車場線・新潟県道371号堀之内小出線交点）

## 通過する自治体
- 新潟県
  - 南魚沼市 - 魚沼市

## 接続する道路
- 新潟県道128号町屋越後堀之内停車場線（起点：南魚沼市五箇字中島）
- 新潟県道232号浦佐小出線（魚沼市青島、「福山橋」西詰）
- 新潟県道532号虫野小出停車場線（青島交差点 - 魚沼市青島 - 旭町交差点（終点）で重複）
- 新潟県道372号五箇小出線（バイパス）（魚沼市青島）
- 新潟県道47号小出停車場線・新潟県道371号堀之内小出線（終点：旭町交差点）

バイパス（魚沼市青島 - 魚沼市四日町）
- 新潟県道372号五箇小出線（現道）（魚沼市青島）
- 新潟県道47号小出停車場線・新潟県道371号堀之内小出線（魚沼市四日町、「小出駅」南方）

## 周辺
- 国道17号 三国街道
- JR上越線
  - 八色駅 - 小出駅
- JR只見線
  - 小出駅
- 魚沼市役所 小出庁舎（旧・小出町役場）
- 新潟県立小出特別支援学校
- 新潟県立小出高等学校
- 魚沼市立小出中学校
- 魚沼市立伊米ヶ崎小学校
- 魚沼市立小出小学校
- 第四北越銀行 小出中央支店
- 第四北越銀行 小出支店
- 大光銀行 小出支店
- 新潟縣信用組合 小出支店
- ゆきぐに信用組合 小出郷支店
- JA北魚沼
  - 伊米ヶ崎支店
  - 小出町支店
- 伊米ヶ崎郵便局
- 五箇簡易郵便局
- 藤岡ニューロング工業 小出工場
- サカキヤ 本町店（スーパーマーケット）
- 小出スキー場
- 魚野川

## その他
- 路線名の「小出」は、終点付近の旧自治体名（新潟県北魚沼郡小出町）に由来する。